# Port lotniczy Viljandi
Port lotniczy Viljandi – lotnisko znajdujące się w miejscowości Viljandi (Estonia). Obsługuje połączenia krajowe.